# 1466 v. Chr.
Portal Geschichte | Portal Biografien | Aktuelle Ereignisse | Jahreskalender | Tagesartikel

◄ |
16. Jahrhundert v. Chr. |
15. Jahrhundert v. Chr. |
14. Jahrhundert v. Chr. |
►

1450er v. Chr. |
1440er v. Chr. |
►

1466 v. Chr. |
1465 v. Chr. |
1464 v. Chr. |
1463 v. Chr. |
► |
►►

## Gestorben

### Genaues Todesdatum unbekannt
- Qiang Jia, König über China (* unbekannt)